# Железнички мост код Остружнице
Железнички мост код Остружнице је један од мостова у Београду. Протеже се преко реке Саве, повезује градске општине Сурчин и Чукарицу.

## Опште карактеристике
Мост је изграђен 1953. године. Током НАТО бомбардовања СРЈ, 21. априла 1999. године, мост је срушен када су погођени његови носачи, двеста метара колосека и комплетна контактна мрежа. Два дана касније у новом налету мост је завршио у реци Сави. Радови на обнови моста почели су 2004. године, завршени 2006. године, а обновило га је ГП „Мостоградња”. Мост је свечано отворио 15. септембра 2006. године, тадашњи председник Владе Републике Србије Војислав Коштуница. Дуг је 658 метара, а у његову обнову Влада Србије и Железнице Србије уложиле су 250 милиона динара.